# New York Fever
O New York Fever, anteriormente conhecido como New York Centaurs, foi um clube de futebol profissional da USL A-League , sediado na cidade de Nova York . A equipe jogou apenas uma temporada em 1995. O New York Fever da USISL Pro League, estreou em 1994, jogando duas temporadas no campeonato antes de se fundir com a organização Centaurs em 1996. A equipe unificada do New York Fever competiu em uma temporada na Liga A em 1996, antes de desistir. 
O Fever foi originalmente jogado no Barrett Stadium, no campus da Westchester Community College, em Valhalla, Nova York . 

## História
A saga do New York Centaurs / Fever começou em 1994, quando o empresário inglês Bob Butler lançou o primeiro clube de futebol profissional na área de Nova York desde o NASL New York Cosmos das décadas de 1970 e 1980. Butler fundou o New York Fever como uma equipe da USISL Pro League em 1994 com o objetivo de construir um centro de franquia e treinamento de futebol robusto para a grande e inexplorada população e juventude da cidade de Nova York. O treinador do time era George Vizvary . 
O New York Centaurs, de propriedade de Roger Gorevic, estreou em 1995 no Downing Stadium com uma fanfarra consideravelmente pequena.  Os Centauros começaram sua temporada com o técnico Len Roitman, que deixaria o cargo em meio a maus resultados para se concentrar em seu papel como gerente geral, abrindo caminho para o ex-meio-campista do Cosmos, o iugoslavo Vladislav Bogicevic .  A equipe iria absorver o menor camadas Febre New York para a temporada de 1996 e competir sob o nome Fever. Para a temporada de 1996, Goervic contratou Tom Neale para ser o gerente geral da equipe. Neale, por sua vez, contratou Mike Winograd, seu colega de quarto e companheiro de equipe no Lafayette College, para liderar a venda de ingressos, o marketing e o desenvolvimento da equipe. Após uma temporada, Gorevic mudou a franquia para Staten Island e convocou Neale e Winograd para iniciar uma nova equipe lá. A franquia foi renomeada para Staten Island Vipers, que começou a jogar na Liga A em 1998. Neale acabou por ser gerente geral do San Jose Earthquakes e COO do New York Metrostars da MLS, e Winograd, ex-jogador profissional de futebol em Kfar Saba, Israel e assistente de treinador de futebol da Universidade de Richmond, passou a atuar como advogado. escola da Universidade da Pensilvânia. 

## Treinadores
- Len Roitman (1995)
- Vladislav Bogićević (1995–96)

## Estatísticas

### Participações
|  | Participações em 2020 |

| Competição     | Competição               | Temporadas | Melhor campanha          | Estreia | Última | P | R |
| Estados Unidos | Lamar Hunt U.S. Open Cup | 2          | Quartas-de-finais (1995) | 1995    | 1996   |   | – |